# 長沙駅 (慶尚北道)
長沙駅（チャンサえき）は、大韓民国慶尚北道盈徳郡にある韓国鉄道公社東海線の駅である。

## 駅構造
- 島式ホーム1面2線の高架駅である。

## 歴史
- 2018年1月26日：開業[1]。

## 隣の駅
韓国鉄道公社
東海線
月浦駅 - 長沙駅 - 江口駅